# Rouached (Marocco)
Rouached  (in arabo الرواشد‎?) è un centro abitato e comune rurale del Marocco situato nella provincia di Khouribga, regione di Béni Mellal-Khénifra. Conta una popolazione di 4 484 abitanti (censimento 2014).